# Werner Forßmann
Werner Otto Theodor Forßmann (Berlim, 29 de agosto de 1904 — Schopfheim, 1 de junho de 1979) foi um médico cirurgião alemão.
Foi agraciado com o Nobel de Fisiologia ou Medicina de 1956, por revolucionar as pesquisas sobre doenças cardíacas. Foi pioneiro no desenvolvimento das técnicas de cateterismo.

## Vida
Forssmann nasceu em Berlim em 29 de agosto de 1904. Após se formar no "Askanisches Gymnasium" entrou na Universidade de Berlim para estudar medicina, passando no Exame de Estado em 1929.
Ele levantou a hipótese de que um cateter poderia ser inserido diretamente no coração, para aplicações como administração direta de medicamentos, injeção de corantes radiopacos ou medição da pressão arterial. O medo na época era que tal intrusão no coração fosse fatal.  Para provar seu ponto, ele decidiu tentar o experimento em si mesmo.
Em 1929, enquanto trabalhava em Eberswalde, ele realizou o primeiro cateterismo cardíaco humano. Ele ignorou o chefe do departamento e convenceu a enfermeira da sala de cirurgia encarregada do material esterilizado, Gerda Ditzen, a ajudá-lo. Ela concordou, mas apenas com a promessa de que ele faria isso com ela e não consigo mesmo. No entanto, Forssmann a enganou, prendendo-a na mesa de operação e fingindo anestesiar localmente e cortar o braço dela, enquanto fazia isso em si mesmo. Ele anestesiou seu próprio braço na região cubital e inseriu um cateter urinário em sua veia antecubital, enfiando-o parcialmente antes de liberar Ditzen (que neste momento percebeu que o cateter não estava em seu braço) e dizendo a ela para ligar para o departamento de raios-X. Eles caminharam um pouco até o departamento de raios-X no andar de baixo, onde, sob a orientação de um fluoroscópio, ele avançou o cateter 60 cm em sua cavidade ventricular direita. Isso foi então registrado em um filme de raio-X mostrando o cateter colocado em seu átrio direito.
O médico-chefe de Eberswalde, embora inicialmente muito aborrecido, reconheceu a descoberta de Werner quando as radiografias foram mostradas; ele permitiu que Forssmann realizasse outro cateterismo em uma mulher em estado terminal, cuja condição melhorou após receber drogas dessa forma. Uma posição não remunerada foi criada para Forssmann no Berliner Charité Hospital, trabalhando sob Ferdinand Sauerbruch, embora uma vez que Sauerbruch viu seu papel, ele foi demitido por continuar sem sua aprovação. Sauerbruch comentou: "Você certamente não pode começar a cirurgia dessa maneira". Enfrentando tal ação disciplinar de autoexperimentação, ele foi inicialmente forçado a deixar o Charité, mas mais tarde foi reintegrado até ser forçado a sair em 1932 por não atender às expectativas científicas. Suas habilidades cirúrgicas foram notadas, no entanto, e ele foi recomendado para outro hospital onde trabalhou por um tempo antes de partir em 1933, após se casar com o Dr. Elsbet Engel, um especialista em urologia lá. Achando difícil conseguir um emprego devido à sua reputação, ele largou a cardiologia e começou a urologia. Ele então passou a estudar urologia com Karl Heusch no Rudolf Virchow Hospital [de] em Berlim. Mais tarde, foi nomeado Chefe da Clínica Cirúrgica do Hospital Municipal de Dresden-Friedrichstadt e o Hospital Robert Koch [de] em Berlim.
De 1932 a 1945, ele foi membro do Partido Nazista. No início da Segunda Guerra Mundial, ele se tornou um oficial médico. No decorrer de seu serviço, ele subiu ao posto de major, até que foi capturado e colocado em um campo de prisioneiros de guerra dos Estados Unidos. Após sua libertação em 1945, ele trabalhou como lenhador e depois como médico rural na Floresta Negra com sua esposa. Em 1950, ele começou a exercer a profissão de urologista em Bad Kreuznach.
Durante o período de sua prisão, seu artigo foi lido por André Frédéric Cournand e Dickinson W. Richards. Eles desenvolveram maneiras de aplicar sua técnica ao diagnóstico e à pesquisa de doenças cardíacas. Em 1954, ele recebeu a Medalha Leibniz da Academia Alemã de Ciências. Em 1956, o Prêmio Nobel de Fisiologia ou Medicina foi concedido a Cournand, Richards e Forßmann.
Depois de ganhar o Prêmio Nobel, ele recebeu o cargo de Professor Honorário de Cirurgia e Urologia da Universidade de Mainz. Em 1961, tornou-se professor honorário da Universidade Nacional de Córdoba. Em 1962, ele se tornou membro do Conselho Executivo da Sociedade Alemã de Cirurgia. Ele também se tornou membro do American College of Chest Physicians, membro honorário da Swedish Society of Cardiology, da German Society of Urology [de] e da German Child Welfare Association.
Ele e Elsbet teve seis filhos: Klaus Forssmann em 1934, Knut Forssmann em 1936, Jörg Forssmann em 1938, Wolf Forssmann em 1939 (que foi o primeiro a isolar o peptídeo natriurético atrial), Bernd Forssmann em 1940 (que ajudou a desenvolver o primeiro procedimento clínico lithotriptor), e Renate Forßmann em 1943.
Ele morreu em Schopfheim, Alemanha, de insuficiência cardíaca em 1 de junho de 1979. Sua esposa morreu em 1993.